# ۲۲ مهر
۲۲ مهر دویست و هشتمین روز از سال در گاه‌شماری خورشیدی است. به پایان سال ۱۵۷ روز (۱۵۸ روز در سال کبیسه) باقی‌است.

## رویدادها
- ۵۵۹ - تاج‌گذاری کوروش بزرگ[۱]
- ۸۹۴ - تصرف جزیره‌های راهبردی دریای پارس توسط نیروی دریایی پرتغال به فرماندهی آلفونس دالبوکرکی[۲]
- ۱۲۸۷ - عزل عبدالمجید میرزا عین الدوله، والی آذربایجان، در پی شکست نیروهای دولتی از مشروطه خواهان تبریز[۳]
- ۱۳۲۸ - بست نشینی دکتر محمد مصدق و یارانش در دربار در اعتراض به انتخابات دوره شانزدهم مجلس شورای ملی[۴]
- ۱۳۸۳ - رقابت ۲۲ مهر ۱۳۸۳ تیم ملی فوتبال ایران با تیم ملی فوتبال قطر در مقدماتی جام جهانی فوتبال ۲۰۰۶
- ۱۳۹۱ - سیل مهر ۱۳۹۱ شمال ایران
- ۱۴۰۲ - قتل داریوش مهرجویی و وحیده محمدی‌فر

## مناسبت‌ها
- روز شاهچراغ[۵]
- روز جهانی استاندارد

## زادروزها
- ۱۳۰۵ - رضا سیدحسینی، نویسنده و مترجم
- ۱۳۱۷ - فرح پهلوی، سومین همسر محمدرضا پهلوی
- ۱۳۲۷ - عطا جنگوک، نوازنده تار و سه‌تار
- ۱۳۴۸ - جلیل سامان، فیلمنامه‌نویس، کارگردان و تهیه‌کننده
- ۱۳۸۳ - محمدامین درویشی، بازیکن اسنوکر

## درگذشت‌ها
- ۱۳۳۹ - هاشم قزوینی، از مدرسان حوزه علمیه خراسان
- ۱۳۸۶ - زهرا بنی‌یعقوب، نفر ششم کنکور سراسری و پزشک ایرانی که در بازداشتگاه ستاد امر به معروف و نهی از منکر همدان درگذشت
- ۱۴۰۲ - داریوش مهرجویی، فیلم‌ساز و نویسنده (زاده ۱۳۱۸)
- ۱۴۰۲ - وحیده محمدی‌فر، فیلمنامه نویس، دستیار کارگردان، همسر داریوش مهرجویی (زاده ۱۳۴۷)